# Messena fumipennis
Messena fumipennis är en insektsart som beskrevs av Schmidt 1922. Messena fumipennis ingår i släktet Messena och familjen Eurybrachidae. Inga underarter finns listade i Catalogue of Life.